# Robert Großmann (Trabrennfahrer)
Robert Großmann (* 10. August 1870 in Berlin; † 28. Oktober 1952 ebenda) galt schon zu Lebzeiten als „König der Trabrennfahrer“. Zwischen 1889 und 1942 kam er auf 1.041 Fahrersiege.

## Leben
Schon vor der Zeit von Johannes Frömming und Walter Heitmann verfügte der deutsche Trabrennsport über berühmte Trainer und Fahrer. Der berühmteste war Robert Großmann. Neben der ausgefeilten Fahrtaktik war die perfekte Vorbereitung der Pferde seine besondere Stärke. Er wusste immer, was er seinen Pferden abverlangen konnte und was nicht. Sein erstes Rennen fuhr er 1889. Der erste Sieg gelang ihm am 16. Oktober 1890 auf der Trabrennbahn Bahrenfeld (1:50). Zu Ruhm kam er ab 1905 durch die Verbindung mit Bruno Cassirer und Leo Lewin. Fünfmal gewann er das Traber-Derby, 1906, 1907 und zuletzt 1913. Mit Britton war er der erste deutsche Gewinner der Dreifachen Krone. Mit 36 bzw. 18 Siegen gewann er 1916 und 1918 ohne sonderliches Zutun das deutsche Berufsfahrerchampionat. Er siegte 1921 bei 113 Fahrten 56 Mal und gewann nacheinander 11 Rennen. 1919 und 1924 gewann er das Matadoren-Rennen. Als Lewin und Cassirer ihre Pferde Mitte der 1920er Jahre dem jüngeren Charlie Mills anvertrauten, entwickelte Großmann antisemitische Ressentiments. Wohl auch deshalb wurde er Mitglied der NSDAP.
Nachdem er 1942 die Trainerlizenz zurückgegeben und im Luftkrieg allen Besitz verloren hatte, versuchte er sich im Alter von 77 Jahren kurzzeitig als Publictrainer. In seinen letzten Jahren stellte er sich in den Dienst der Fahrer- und Trainerprüfung.